# Attentat de Kaduna du 8 avril 2012
L'attentat de Kaduna du 8 avril 2012 a lieu pendant l'insurrection de Boko Haram.

## Déroulement
Le 8 avril 2012, un dimanche de Pâques, des bombes explosent près de l'église de l'Assemblée de Dieu à Kaduna. L'AFP indique que selon un responsable des secours, l'explosion a été provoquée par deux voitures piégées en face de l'église, mais que selon un policier interrogé sur place, « un kamikaze conduisant une voiture bourrée d'explosifs a été stoppé à un barrage près d'une première église et s'est dirigé vers une autre église avant d'actionner sa bombe devant un hôtel voisin ». Le 10 avril, le bilan officiel fait état de 39 morts et plus de 30 blessés. La majorité des victimes sont des chauffeurs de moto-taxis et des passants. L'attentat n'est pas revendiqué, mais le groupe Boko Haram est fortement soupçonné,,.

## Réactions
Le président nigérian Goodluck Jonathan affirme que « nous devons continuer à avoir foi en notre capacité collective à surmonter tous les défis actuels. En tant que peuple croyant, nous ne devrons jamais succomber au désespoir ».